# Platyeutidium peruanum
Platyeutidium peruanum är en skalbaggsart som först beskrevs av Lewis 1907.  Platyeutidium peruanum ingår i släktet Platyeutidium och familjen stumpbaggar. Inga underarter finns listade i Catalogue of Life.